# Asja Łamtiugina
Asja Łamtiugina (ur. 8 listopada 1940 w Grodnie, zm. 31 marca 2023) – polska aktorka pochodzenia rosyjskiego.

## Życiorys
Była aktorką Teatru Współczesnego im. Edmunda Wiercińskiego we Wrocławiu w okresie 1967–1974. W latach 1976–1978 występowała jako aktorka w Teatrze Dramatycznym w Białymstoku, której często towarzyszył syn Olaf.
Była żona aktora Edwarda Lindego-Lubaszenki, matka aktora i reżysera Olafa Lubaszenki.

## Filmografia

### Filmy
- 2000: Chłopaki nie płaczą jako profesorka Kuby
- 1999: Pan Tadeusz jako Matrona
- 1997: Sztos
- 1991: Życie za życie. Maksymilian Kolbe jako Gospodyni
- 1983: Adopcja jako kierowniczka domu dziecka
- 1976: Blizna
- 1974: Wielkanoc
- 1974: Pozwólcie nam do woli fruwać nad ogrodem
- 1971: Meta jako Irena Trzeciak

### Seriale
- 2000: M jak miłość jako Wiernicka (gościnnie)
- 1988–1991: Pogranicze w ogniu jako Matylda Adamska, matka Czarka (gościnnie)
- 1966–1970: Czterej pancerni i pies jako dziewczyna wręczająca Gustlikowi kwiaty